# Mézières-en-Drouais
Mézières-en-Drouais är en kommun i departementet Eure-et-Loir i regionen Centre-Val de Loire strax norr om centrala Frankrike. Kommunen ligger i kantonen Dreux-Est som tillhör arrondissementet Dreux. År 2022 hade Mézières-en-Drouais 1 057 invånare.

## Befolkningsutveckling
Antalet invånare i kommunen Mézières-en-Drouais
Referens:INSEE